# 科隆格
科隆格（法語：Collongues，法語發音：[kɔlɔ̃ɡ]）是法国上比利牛斯省的一个市镇，位于该省北部，属于塔布区。该市镇总面积2.14平方公里，2009年时的人口为145人。

## 人口
科隆格人口变化图示